# Distretto di Ban Lueam
Il distretto di Ban Lueam (in thailandese: บ้านเหลื่อม) è un distretto (amphoe) della Thailandia, situato nella provincia di Nakhon Ratchasima.